# Vorstadtkrokodile 3
Vorstadtkrokodile 3 ist die zweite Fortsetzung zu den Verfilmungen des Kinderbuches Vorstadtkrokodile von Max von der Grün (1926–2005), genauer zu der neueren Version und Vorstadtkrokodile 2, deren Hauptdarsteller größtenteils hier erneut auftreten.
Diese Fortsetzung basiert, wie schon Vorstadtkrokodile 2, auf keiner literarischen Vorlage. Vorstadtkrokodile 3 kam am 20. Januar 2011 in die Kinos und am 28. Juli 2011 in den Verleih. Der Film ist seit dem 4. August 2011 als DVD und Blu-ray im Handel erhältlich.

## Handlung
Die Vorstadtkrokodile feiern Hannes’ 13. Geburtstag. Maria möchte diesen gern mit ihrem Freund allein verbringen, doch die restlichen Bandenmitglieder durchkreuzen diesen Plan und schenken Hannes einen Gutschein für eine Kartbahn. Olli fährt mit seiner Freundin in den Urlaub, während Kai in ein Basketballcamp reist. Somit wollen die restlichen Krokodile Kart fahren und den Gutschein einlösen. Da die Bahn geschlossen ist, entleihen sie sich die Karts kurzerhand und veranstalten ein Rennen in einem Parkhaus. Dabei kommt es zu einem folgenschweren Unfall: Hannes und Frank kollidieren miteinander, wobei Frank schwer verletzt wird. Es wird klar, dass er dringend eine Spenderleber oder zumindest eine Teilspende braucht. Als Spender kommt nur Franks Bruder Dennis in Frage, da sein Vater alkoholkrank ist. Dennis sitzt aber weiterhin im Gefängnis, in das die Krokodile ihn gebracht hatten. Da er bereits mehrere Ausbruchsversuche unternommen hat, will der Gefängnisdirektor ihn unter keinen Umständen beurlauben.
Somit erstellen die Krokodile einen Plan, um Dennis selbst aus dem Gefängnis zu holen. Sie richten sich in einem leerstehenden Bürohochhaus unweit des Gefängnisses ein neues Hauptquartier ein (das letzte wurde am Ende des zweiten Teils durch eine Explosion zerstört), von dessen Dach sie das Gefängnis genau beobachten können. Nun soll einer der Krokodile in das Gefängnis eingeschmuggelt werden, um Dennis und sich mit einer Art Seilbahn zu befreien. Peter bewirbt sich bei einem Klimatechniker, der gerade das Lüftungssystem im Gefängnis überprüft und repariert und eine Aushilfe sucht, um einen Job. Der Klimatechniker stottert ebenfalls und findet Peter daher sympathisch, sodass er den Job bekommt. Maria versucht unterdessen, über einen jungen Gefängniswärter namens Max an weitere Informationen über das Gefängnis zu kommen, und täuscht ihm vor, über das Thema einen Artikel für die Schülerzeitung schreiben zu wollen. Später wird Hannes von Peter ins Gefängnis eingeschmuggelt, damit er mit einem Winkelschleifer ein Fenstergitter in der Bibliothek durchtrennt. Um den Lärm zu verdecken, veranstalten Peter und Jenny vor dem Gefängnis auf einem Palettenstapel eine lautstarke Discoparty mit Tanzeinlage. Inzwischen wird auch Kevin in der Stadt beim Freigang abgefangen und in den Plan eingeweiht, den er Dennis übermitteln soll, wovon er aber wenig begeistert ist, da er wegen guter Führung bald entlassen werden könnte.
In der Nacht hockt Hannes immer noch im Lüftungsschacht, bis Kevin Dennis aus seiner Zelle in die Bibliothek bringt. Dazu musste er vorher bei Max einen Abdruck des Zellenschlüssels nehmen, den einer der Insassen (gespielt von Christian Durstewitz, der die Titelmusik zum Film beisteuerte) dann nachmachte und Kevin heimlich übergab. Max will aber an diesem Abend plötzlich länger arbeiten, sodass Maria ihn, da ihr nichts anderes einfällt, ins Kino einlädt. Darüber ist Hannes wenig begeistert. Hannes schießt nun einen Strick über die Gefängnismauer, an den Peter und Jenny auf dem Dach eines gegenüberstehenden Gebäudes ein Seil binden, das Hannes ins Gefängnis zieht, um sich und anschließend Dennis daran über die Mauer aus dem Gefängnis zu schwingen. Allerdings erweist sich der Sendemast, an dem das Seil auf dem gegenüberliegenden Gebäudedach befestigt wurde, als instabil und knickt ein, sodass das Seil durchhängt. Hannes erreicht das Ziel nicht und bleibt nach dem Ausschwingen über dem Gefängnisinnenhof hängen und der Plan fliegt auf.
Am nächsten Tag muss Hannes’ Mutter ihren Sohn aus dem Gefängnis abholen, da er zunächst eingesperrt wurde. Die Krokodile überlegen sich nun einen neuen Plan, in den auch Hannes’ Mutter einbezogen ist, die das Problem zunächst mit RTL besprechen will, wo sie allerdings in der Warteschleife der Hotline verzweifelt. Inzwischen treffen auch Olli und Kai von ihren Ausflügen wieder ein.
Hannes hat beim ersten Versuch im Lüftungsrohr ein Gespräch zwischen Dennis und Insassen in der Küche bemerkt, bei dem Dennis die Insassen auf seine Kiwi-Allergie aufmerksam gemacht hat. Frank bestätigt das den Krokodilen bei einem Krankenbesuch. 
Also bringen die Krokodile Horst Lichter ins Gefängnis, wo er als Starkoch (Maria hat bei ihrem Rundgang mit Max erfahren, dass dort öfter Starköche zu Gast sind) mit Jorgo als neuem Assistenten kochen soll. Es wird eine Suppe mit großer Kiwi-Einlage serviert. Dennis bekommt einen allergischen Anfall und wird von Hannes’ Mutter als Notärztin in einem zum Krankenwagen umgebauten Transporter sofort zum Krankenhaus gebracht. Davor sind Maria und Hannes alleine und Maria erklärt, warum sie sich in Hannes verliebt hat. Danach küssen sie sich noch.
Während der Fahrt soll die allergische Reaktion gestillt werden, was allerdings schwierig ist, da Hannes und seine Mutter nur wenige medizinische Begriffe kennen und daher die Spritze mit dem Antiallergikum nicht gleich finden. Außerdem fährt der Gefängnisdirektor vorn im Wagen zum Krankenhaus mit, da er der Notärztin und Jenny, die als Rettungssanitäterin verkleidet den Transporter fährt und deren Tarnung am Ende auffliegt, nicht traut. Am Krankenhaus wird Dennis in einen Rollstuhl gesetzt, der Gefängnisdirektor rennt aber irrtümlich Kai hinterher, der einen JVA-Pullover trägt. Frank erhält endlich eine Leberteilspende und seine Genesung kann gefeiert werden.
Am Ende sitzen die Krokodile beisammen und kommen zu dem Schluss, dass sie nun zu alt für weitere Kinderbandenabenteuer seien. Niemand könne ihnen aber die Erinnerungen an ihre erlebten Abenteuer und ihre Freundschaft nehmen.

## Hintergründe

### Drehorte
- Der Film wurde 2010 gedreht; Drehorte waren Köln, Dortmund, Duisburg, Bochum, Hückelhoven, Marl und Recklinghausen.[3]

### Trivia
- Die Handlung der vorangegangenen Filme wird hier fortgeführt. Die Einbrecher werden im ersten Film ins Gefängnis gebracht. Der dritte der Einbrecher, Achmed, taucht hier nicht auf und wird auch nicht angesprochen.
- In diesem dritten Film der Reihe wird eine Figur zum ersten Mal nicht vom selben Darsteller wie in einem vorangegangenen Teil gespielt – der Vater von Frank und Dennis wurde im ersten Film von Horst Neugebauer gespielt.
- 1 Diese Darsteller waren zwar am Set, die betreffenden Szenen wurden aber geschnitten und sind auf der DVD und auf der Blu-ray in den Deleted Scenes zu sehen.
- Fabian Halbig und Manuel Steitz waren wegen Bandterminen und Schule zeitweise verhindert, deshalb tauchen sie zeitweise im Film nicht auf.
- Nora Tschirner hatte aufgrund eines anderen Films, bei dem sie mitspielte und der zur selben Zeit gedreht wurde, blonde Haare. Diese wurden im Drehbuch mit berücksichtigt.
- Manuel Steitz hatte beim Dreh kurz geschorene Haare. Um den Wiedererkennungswert zu steigern, wurde ihm eine Mütze mit Haaransatz aufgesetzt, die er auch den ganzen Film über trägt.
- Hannes und Maria zerstreiten sich im Film ein wenig: Während Maria lieber allein mit ihm sein will, will Hannes etwas mit der ganzen Bande unternehmen. Hier denkt Hannes, dass er Maria an Max verloren hat, Maria klärt ihn aber am Ende auf, dass sich nichts geändert hat. Somit verläuft die Handlung leicht gegensätzlich zum zweiten Film, in dem Maria in Kais Cousine eine Konkurrentin sieht.
- Im Abspann des Films sind Szenen und Outtakes aller drei Filme der Reihe zu sehen.

## Kritiken
Der Film erhielt auf der Internetseite Moviepilot bei 7 professionellen Filmkritiken eine durchschnittliche Punktzahl von 5,2. Dies entspricht dem Urteil uninteressant.
So schreibt Mehrfilm.de: „Der dritte Teil der Krokodil-Reihe, der nur noch sehr wenig mit den Büchern von Max von der Grün zu tun hat, ist zwar der erwachsenste aber mit Abstand der schlechteste aller Krokodile-Teile.“
Der Kritiker José Garcia meint, dass Regisseur Wolfgang Groos alle Register des Actionfilmes ziehe. So erinnere die Gefängniseinbruchssequenz in der Nacht an Filme wie James Bond oder Mission Impossible.